# Arachnothryx rosea
Arachnothryx rosea là một loài thực vật có hoa trong họ Thiến thảo. Loài này được Linden mô tả khoa học đầu tiên năm 1859.